# Frank Thomas
Franklin "Frank" Thomas (5 de Setembro de 1912, Fresno ou Santa Monica, Califórnia - 9 de Setembro de 2004, La Cañada Flintridge, CA) foi um dos maiores animadores da Disney, e era um dos integrantes da lista dos homens que Walt mais confiava para que tivesse certeza de que tudo daria certo no estúdio, esses integrantes eram mais conhecidos como "Os Nove Anciões", ou, "Nine Old Men", nome utilizado de brincadeira após a descrição de Roosevelt sobre as nove justiças da Suprema Corte dos EUA. Ele é lembrado por ter sido animador criador de Bambi, a Madrasta (ou Lady Tremaine) de "Cinderella", Capitão Gancho de "Peter Pan", as três fadas de "A Bela Adormecida", a Rainha de Copas de "Alice no País das Maravilhas" e outros. Ele também era o melhor animador expressionista, pois dava a sua alma para invocar o sentimento nos personagens de seus desenhos, e fez cenas como em "Branca de Neve", com os sete anões a chorar em frente ao seu esquife, e, cenas como a do famosíssimo beijo canino em "A Dama e o Vagabundo", quando eles compartilhavam o último fio daquela deliciosa macarronada. Bem que Walt Disney dizia que ele era um ótimo desenhista para fazer aquelas cenas de dar um nó na garganta.
Embora tivesse todo esse talento, nunca deixou de ter seu nome lembrado se não mencionado o de seu melhor amigo da vida inteira (outro mestre da arte), Ollie Johnston, que embora sua grande diferença em relação à suas personalidades, unidos se tornaram lendas, tendo sido companheiros de universidade, colegas de trabalho no ramo do desenho no estúdio de Walt, trabalhando em livros que ensinavam as técnicas de animação, além de mesmo aposentados terem prestado de um grande apoio moral para as novas gerações das equipes de animação da Disney.
Thomas foi autor de livros que ensinaram posteriores gerações de animadores esta arte, que sempre definiu como "a ilusão da vida", vide o nome de um de seus livros (o seu maior trabalho, e considerado como sendo o melhor guia de animação de todos), The Illusion of Life (1981), publicado por Abbeville Press, e apresentou pela primeira vez "Os doze princípios da animação". Este se seguiu de outro chamado Too Funny For Words: Disney's Greatest Sight Gags (1987), e assim, Bambi - the Story and the Film (1990), The Jungle Book Portfolio (1992) e The Disney Villain (1993). Nenhum desses deixou de ter a colaboração de seu amigo Ollie Johnston.
Os dois também eram fascinados por trens em miniatura, que percorriam suas propriedades vizinhas em Los Angeles. Por curiosidade, seus amigos Walt Disney, John Lasseter e Ward Kimball adoravam esses trens da mesma forma.
Alguns dizem que Frank era um dos maiores "atores" do século XX. No documentário Frank and Ollie, o historiador de animação John Canemaker expandiu a declaração de Chuck Jones que Frank era o "Laurence Olivier da animação", insistindo que Thomas era muito mais do que um mestre tespiano. "Olivier nunca fez o papel de uma maçaneta", Canemaker disse.

## Biografia
Ele foi animador, diretor de animação, músico e autor.
Desde os nove anos de idade, Frank queria se tornar um artista. Depois de terminar o Ensino Médio, ele entrou na Faculdade do Estado de Fresno, onde seu pai era diretor. Mas foi quando ele entrou na Universidade de Stanford é que conheceu Ollie, onde trabalharam para a revista Stanford Chaparral. Depois da formatura, Frank e Ollie se mudaram para Los Angeles, onde os dois resolveram estudar no Instituto Chouinard de Arte, onde tiveram aulas com um grande ilustrador chamado Pruett Carter, que insistiu para que eles trabalhassem em uma revista, cujo estilo único deles foi de grande importância para o desenvolvimento dela. Frank fez uma paródia de um filme de Hollywood sobre a vida na faculdade, em 1930. Foi muito bem sucedido e conseguiu mais de 1000 dólares com os teatros locais. Ele não tinha ideia de animação na época, mas havia adorado a ideia de fazer filmes.
Frank soube que Disney estava contratando, e se juntou a Mouse House em 24 de Setembro de 1934, se tornando o empregado número 224. Sua primeira participação foi no curta-metragem, "O Elefante de Mickey". Thomas também animou junto a Milt Kahl, I Just Wanna Be Like You, sequência do desenho "Mogli, o Menino Lobo" e o duelo de feiticeiros em "A Espada Era a Lei". Ele também animou Mickey Mouse nos curtas "O Pequeno Alfaiate Valente" (onde ele fez as cenas de Mickey com o rei) e "O Pointer" (que também desenhou o urso), onde Canemaker considera como "as mais sutis e sinceras performances de Mickey". Ele animou as cenas de propaganda dos diágolos entre os alemães da Segunda Guerra Mundial no curta Education for Death (pouco antes de se alistar para a aeronáutica). Ele também trabalhou nos personagens Leitão e Pooh, em dois desenhos de "Ursinho Pooh". Frank participou de "Fantasia", "Bernardo e Bianca", "Dumbo" (onde não foi mostrado nos créditos), "O Cão e a Raposa", animou os pinguins dançando em "Mary Poppins" e o próprio Pinóquio dançando ao descobrir que não precisava de cordas para se movimentar, como também, a cena em que ele é preso por Strombolli.
Seu amigo Ward Kimball o persuadiu a tocar piano na sua então aclamada banda de jazz de Dixieland, The Firehouse Five Plus Two.
Depois de se aposentar em 1978, Thomas e Johnston passaram a colaborar com a produção do livro The Illusion Of Life, que hoje é considerada a Bíblia da animação, e outros já citados acima, onde seu favorito era The Disney Villain. Embora esses livros tenham sido republicados inúmeras vezes nos Estados Unidos, nenhum desses livros possui nem ao menos uma versão em português.
Thomas e Johnston também participaram do documentário Frank and Ollie de 1995, dirigido pelo filho de Frank, Theodore Thomas, e foi apresentado no Toronto International Film Festival. O filme falava sobre suas carreiras, suas vidas e sua amizade. Thomas e Ollie também aparecem caricaturados no filme "Os Incríveis", onde Frank só dubla a voz de seu próprio personagem que só aparece em um trecho do desenho dirigido por Brad Bird. Outro desenho que Frank e Ollie participam, também dirigido por Bird, é "O Gigante de Ferro" (1999), da Warner Bros., onde seus personagens são dois engenheiros de trem.
Frank também conheceu John Lasseter, nos anos 70, que era muito interessado em novidades. Lasseter iniciou os projetos da Disney com animação 3D e teve Frank como colega de inspiração, pois adorava o fato de que ele era um homem de uma curiosidade impressionante. Lasseter achava que Disney estava esperando por um momento como este chegar, a invenção da computação gráfica era o que concretizaria o seu sonho de dimensionalizar mais ainda os seus desenhos. Frank concordava, embora concluísse: "A computação gráfica só irá chegar aos pés da animação tradicional quando conseguir demonstrar paixão".
Enquanto a frase de Ollie era "Não desenhe figuras, desenhe sentimentos", Thomas dizia algo ligeiramente diferente: "Se o personagem não tiver personalidade, as pessoas não irão poder acreditar nele. Ele poderá fazer coisas engraçadas e interessantes, mas se as pessoas não se identificarem neles, suas ações se tornarão irreais."
A biografia feita por John Canemaker, Walt Disney's Nine Old Men & The Art of Animation (2001), cita sobre a vida de Frank Thomas. Na Animation Podcast, John Musker também fala sobre Thomas.
A carreira de Frank como animador durou 43 anos. Ele morreu enquanto dormia em 9 de Setembro de 2004, numa quarta-feira, aos 92 anos de idade, de hemorragia cerebral depois de muitos problemas de saúde.
Embora sofresse de várias doenças, Thomas nunca perdeu o bom humor nem a disposição para continuar compartilhando seu conhecimento sobre os desenhos animados antes de seu falecimento. Ele usava até um andador que havia decorado com um catavento e uma buzina de bicicleta.
Até o final, Thomas participou de inúmeras conferências e apresentações sobre o mundo da animação, e até hoje seu trabalho é responsável por ajudar a Disney a realizar o sonho de muitos jovens e adultos em todo o mundo.

## Livros (todos com Ollie Johnston)
- The Illusion of Life (1981)
- Too Funny For Words: Disney's Greatest Sight Gags (1987)
- Bambi: The Story and the Film, acompanhado de um flip book. (1990)
- The Jungle Book Portfolio (1992)
- The Disney Villain (1993)